# Commensacq
Commensacq (okzitanisch: Comensac) ist eine französische Gemeinde mit 434 Einwohnern (Stand: 1. Januar 2022) im Département Landes in der Region Nouvelle-Aquitaine (bis 2015: Aquitanien). Sie gehört zum Arrondissement Mont-de-Marsan und zum Kanton Haute Lande Armagnac. Die Einwohner werden Commensacais genannt.

## Geographie
Die Gemeinde Commensacq liegt im Regionalen Naturpark Landes de Gascogne, etwa 59 Kilometer nordnordwestlich von Mont-de-Marsan und etwa 26 Kilometer östlich der Atlantikküste. An der östlichen Gemeindegrenze verläuft der Fluss Eyre. Umgeben wird Commensacq von den Nachbargemeinden Pissos im Norden und Nordosten, Trensacq im Osten, Sabres im Südosten und Süden, Solférino im Südwesten sowie Labouheyre im Westen.

## Bevölkerungsentwicklung
| Jahr                       | 1962 | 1968 | 1975 | 1982 | 1990 | 1999 | 2006 | 2013 | 2021 |
| Einwohner                  | 457  | 436  | 332  | 328  | 345  | 320  | 372  | 428  | 429  |
| Quellen: Cassini und INSEE |      |      |      |      |      |      |      |      |      |

## Sehenswürdigkeiten
- Kirche Saint-Martin, seit 1968 Monument historique
- Brunnen Sainte-Quitterie
- Wasserturm

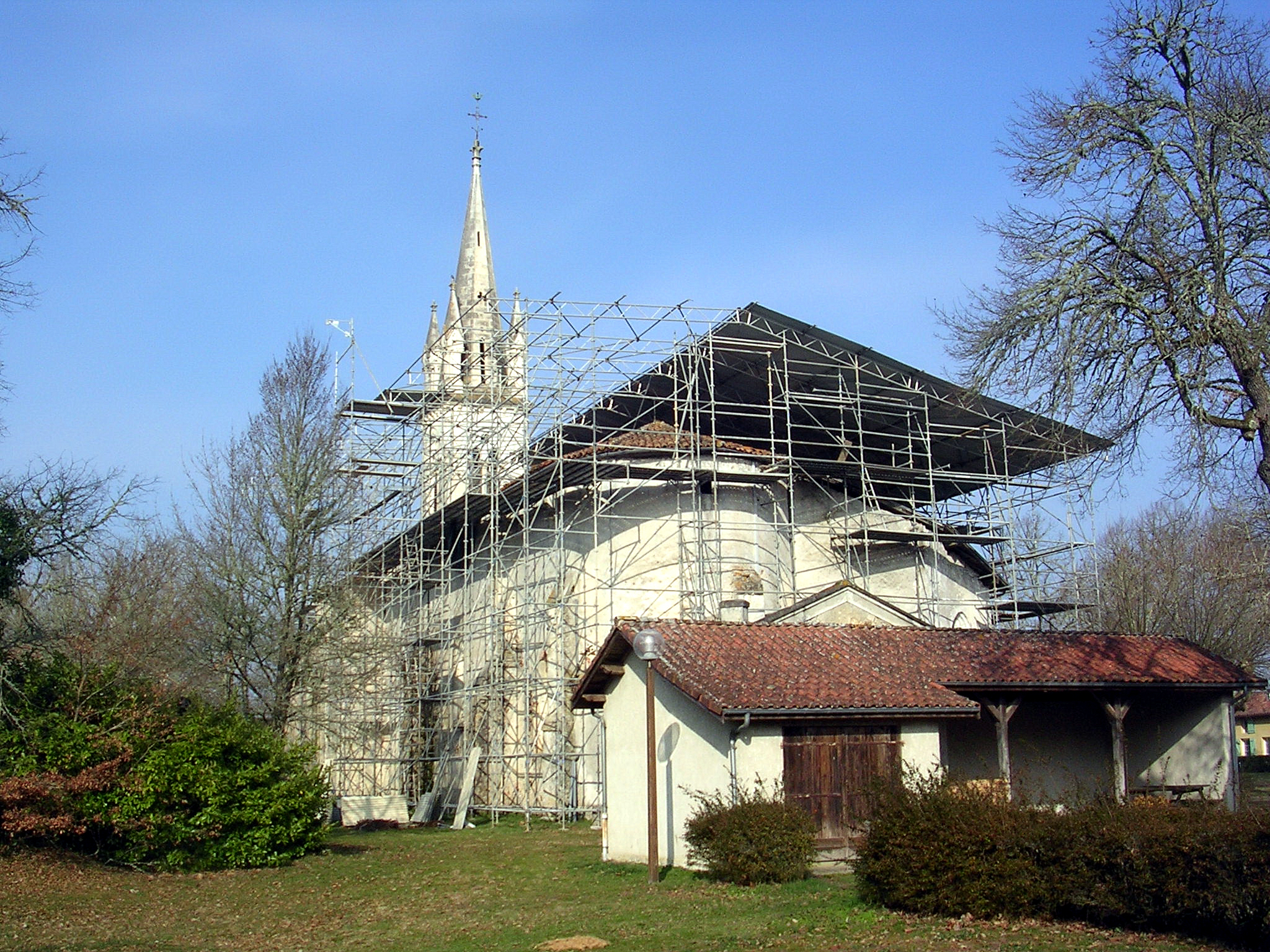
Kirche Saint-Martin
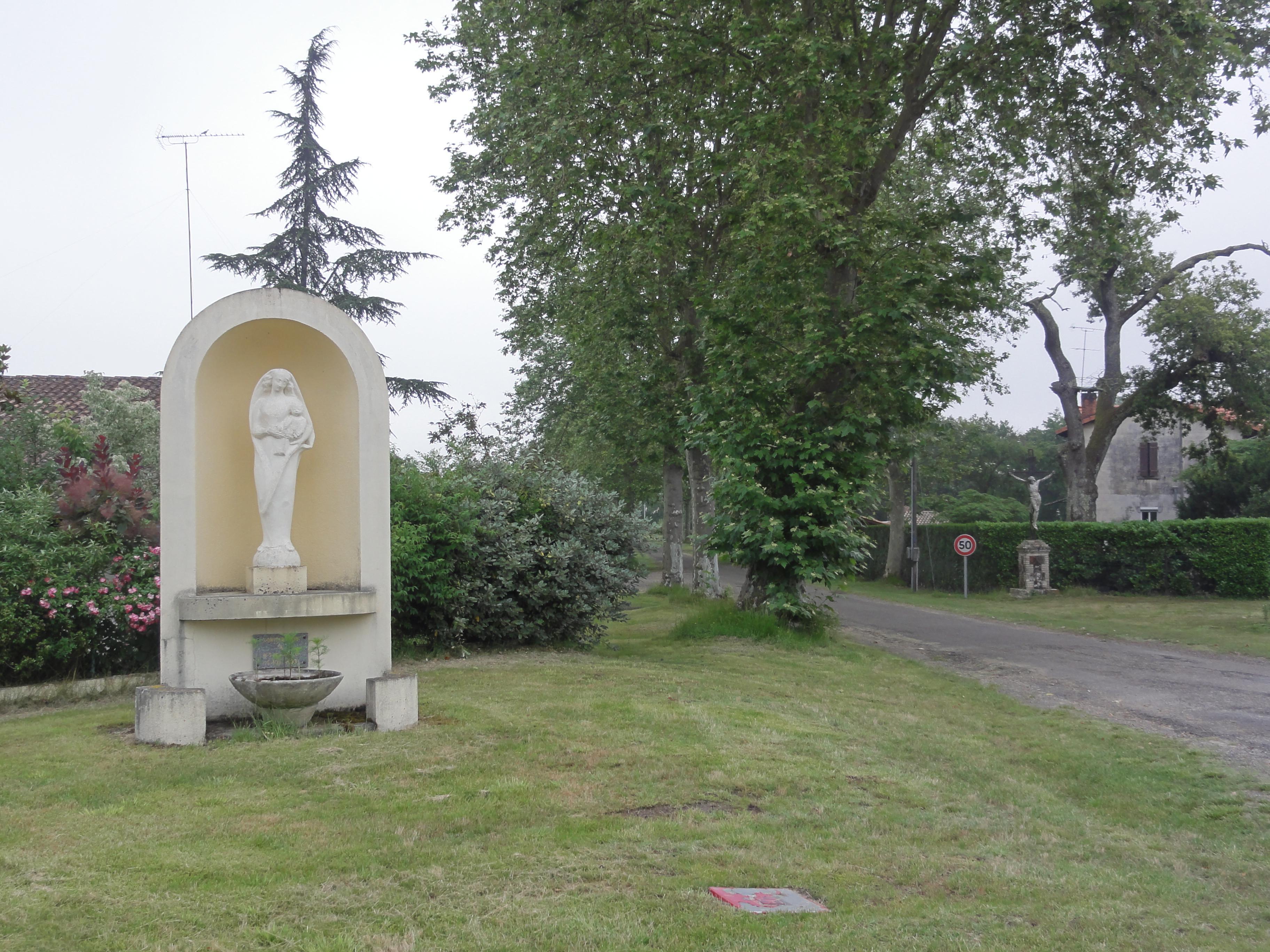
Marienstatue